# Cornèlia Sisenna
Cornèlia Sisenna (en llatí: Cornelia Sisenna) va ser una romana que va viure entre el segle i aC i el segle i. Formava part de la gens Cornèlia i era de la branca dels Sisenna.
Cornèlia Sisenna va ser la mare de Tit Estatili Taure, Sisenna Estatili Taure i Estatília, esposa de Luci Calpurni Pisó l'Àugur. El seu espòs, en canvi, no és clar: segons uns, estava casada amb Tit Estatili Taure, cònsol l'any 26 aC; segons altres, era la dona del seu fill, dit també Tit Estatili Taure, triumvir monetal l'any 8, altrament considerat un tercer germà dels dos fills de Cornèlia Sisenna.